# Biemna gellioides
Biemna gellioides är en svampdjursart som beskrevs av Claude Lévi 1989. Biemna gellioides ingår i släktet Biemna och familjen Desmacellidae.
Artens utbredningsområde är havet kring Filippinerna. Inga underarter finns listade i Catalogue of Life.